# Геба (річка)
Геба — річка в Західній Африці, витоки якої розташовані у найпівнічнішому районі Гвінеї в нагір'ї Фута-Джаллон. Річка протікає через південний Сенегал і досягає Атлантичного океану в Гвінеї-Біссау. Довжина річки складає приблизно 550 кілометрів (340 mi). У Сенегалі річка відома як Каянга.
Ії приплив річка Colufe впадає в Гебу в Бафаті. Після протікання через міста Геба та Бамбадінка, нижче Сіме річка формує широке гирло або естуарій (в якому вона зливається з річкою Корубал) загальною шириною близько 15 км в районі м. Бісау. Лиман розширюється ще далі, коли річка впадає в Атлантику, утворюючи в місці впадіння в океан архіпелаг островів Біжагош.
Басейном р. Геба є плато Бафата (разом з річкою Корубал) і рівнина Габу (разом з річкою Фарим, також відомою як р. Качеу).
Річка була і залишається важливим торгівельним маршрутом, який поєднує внутрішні частини континента з океаном. Вона судоходна для 2.000-тонних суден протягом приблизно 140 км, а для суден з невеликою осадкою — ще більше.

## Історія
Для європейців гирло річки вперше відкрили в 1456 р. капітани венецієць Альвізе Кадамосте та генуезець Антоніотто Узодімаре під час морської експедиції, спорядженої португальським принцем Енріке Мореплавцем.
В квітні 1499 року біля гирла Геби розгубились кораблі експедиції Васко да Гама, що повертались з першого плавання до Індії. Карвелла «Берріо» Ніколау Коелью попрямувала напряму до Лісабону, а карака «Сан-Габріель» Васко да Гами пішла на острови Зеленого мису.

## Примітки

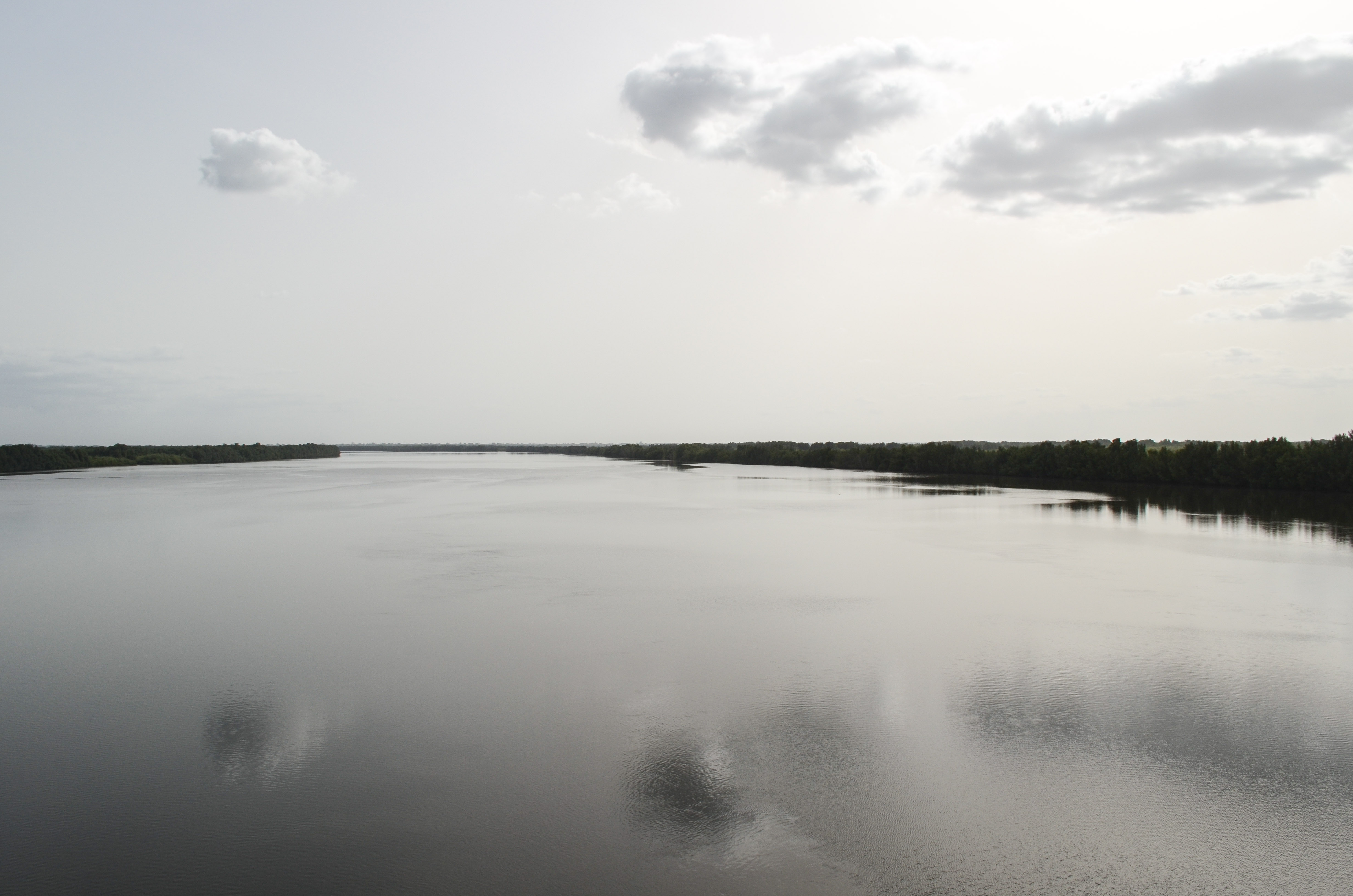
Річка Геба
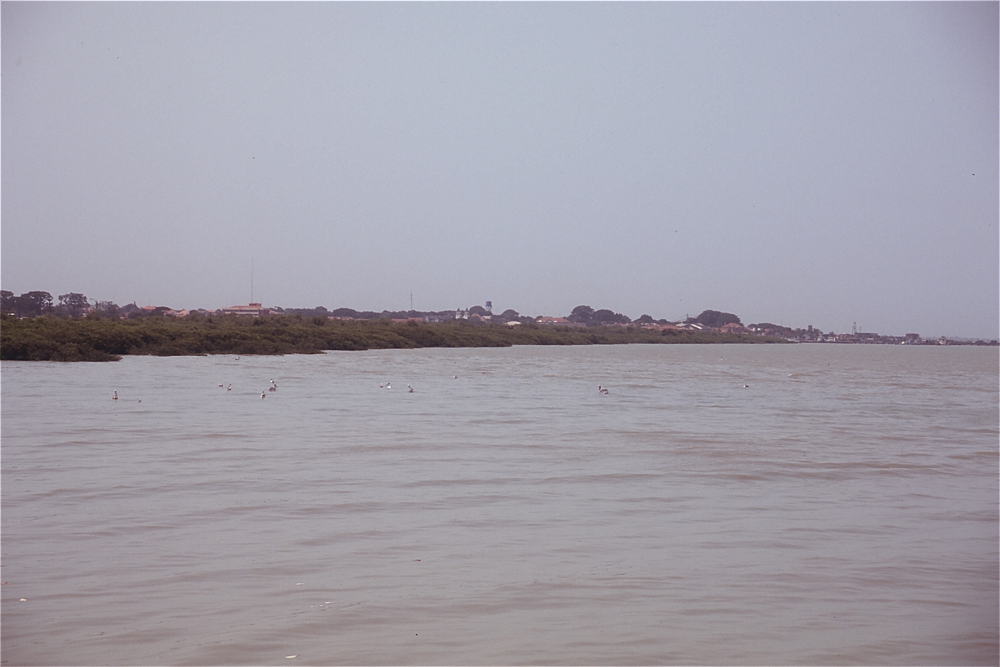
Геба в Гвінеї-Біссау
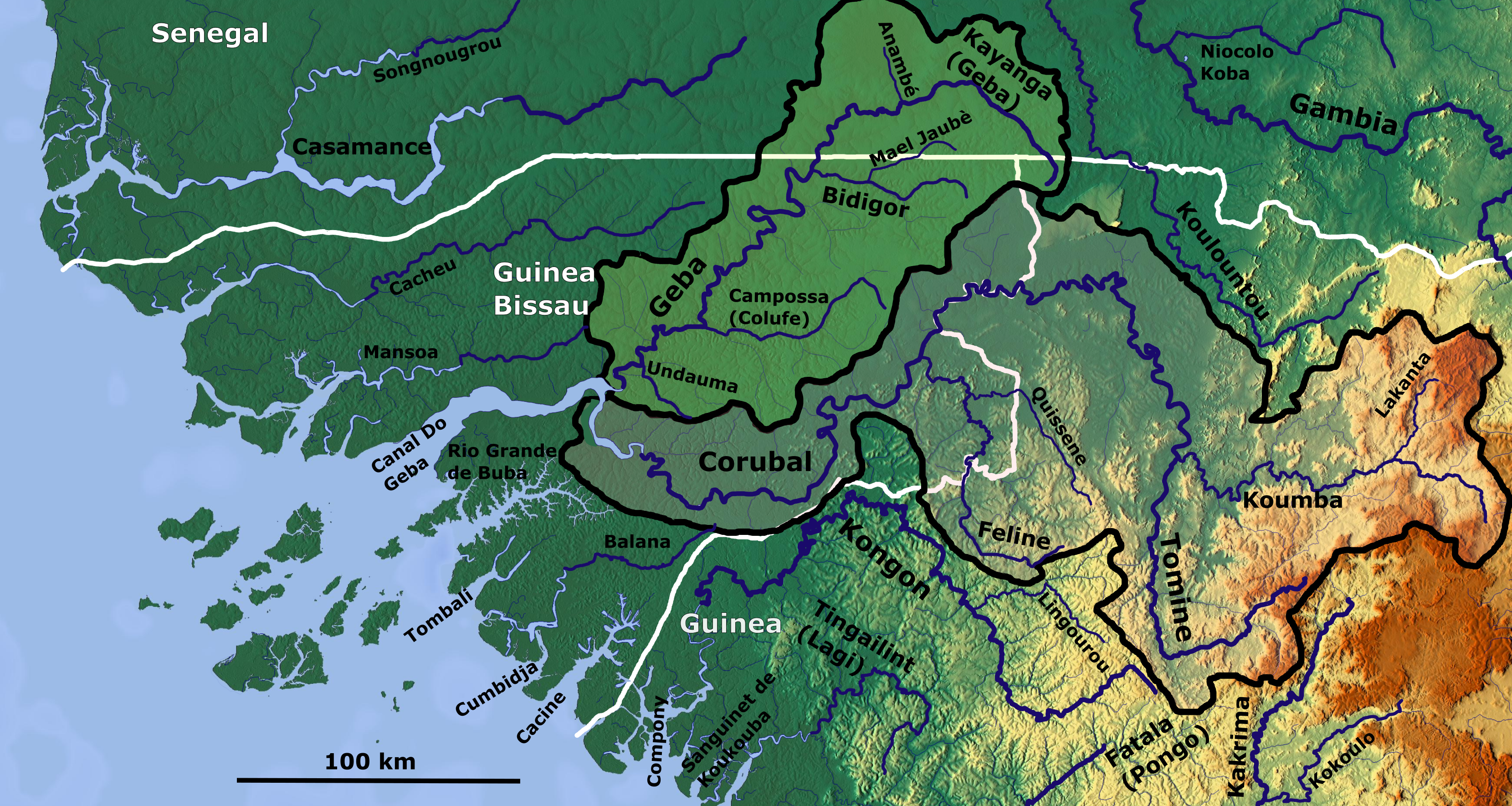
Водосток р.Геба на карті
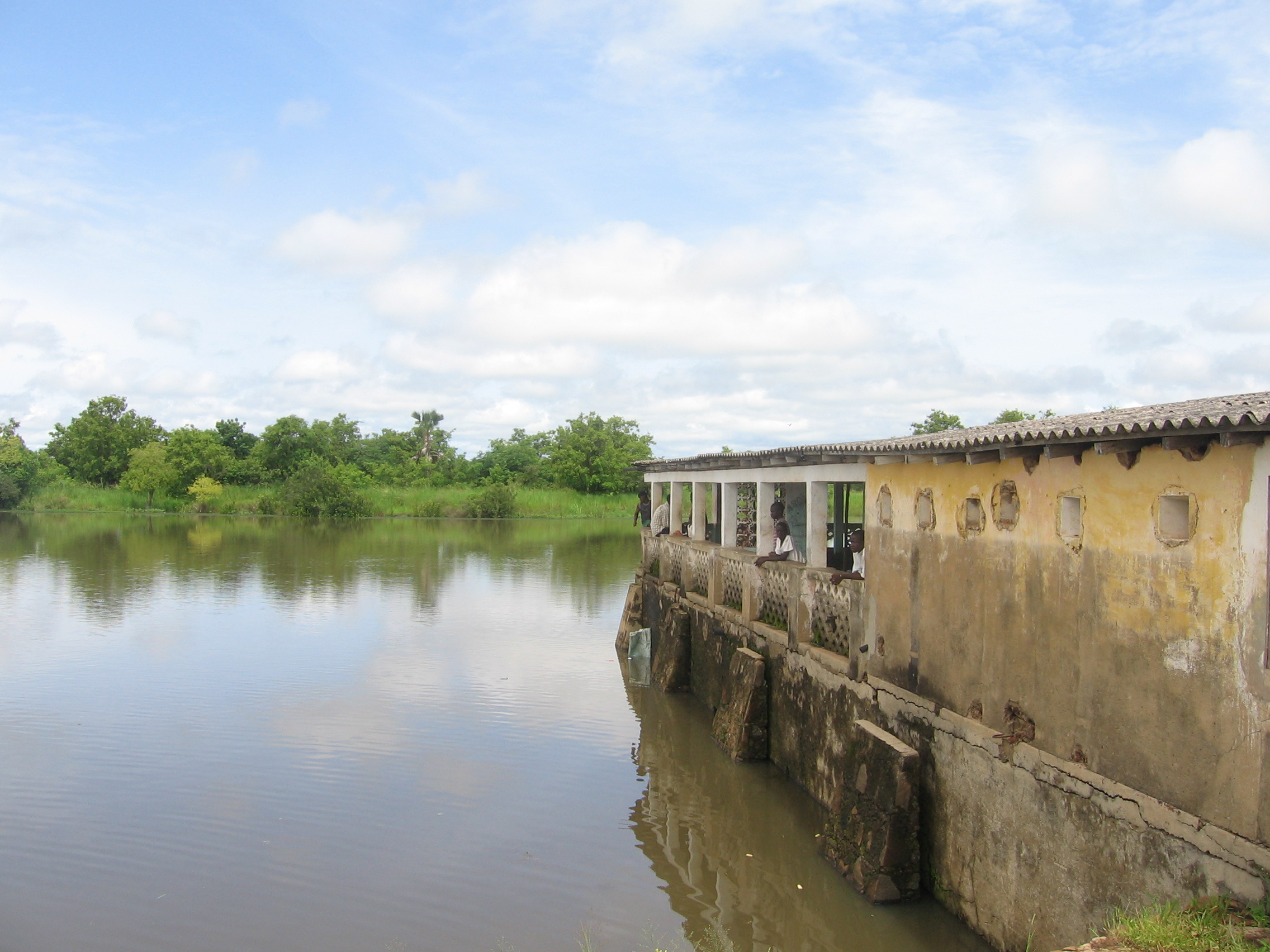
р.Геба в Бафаті